# Лаврик, Владислав Михайлович
Владислав Михайлович Лаврик (род. 29 сентября 1980, Запорожье, УССР, СССР) — российский музыкант, трубач, дирижёр и педагог. Заслуженный артист Российской Федерации (2021). Лауреат премии Президента Российской Федерации для молодых деятелей культуры за 2015 год.

## Биография
Родился в семье музыкантов. Обучался в Музыкальной школе им. Шебалина одновременно на фортепианном и духовом отделениях. В 1994 году поступил в Музыкальный колледж им Альфреда Шнитке по классу трубы к А. М. Паутову. Уже обучаясь в колледже, В. М. Лаврик заявил о себе как трубач-солист, выступая с различными оркестрами в России и за рубежом.
С 1998 по 2003 годы продолжил обучение в Московской консерватории в классе профессора Ю. А. Усова, а позже — в классе доцента Ю. Е. Власенко (окончил под его руководством аспирантуру в 2005 г.).
С 2008 года старший преподаватель кафедры медных духовых инструментов Московской консерватории.
В 2011 году впервые принял участие в VII ежегодном музыкальном фестивале «Crescendo»..

## Награды и премии
- Заслуженный артист Российской Федерации (24 августа 2021) — за заслуги в развитии отечественной культуры и искусства, многолетнюю плодотворную деятельность[2].
- Лауреат премии Президента Российской Федерации для молодых деятелей культуры за 2015 год[3].
- Лауреат нескольких международных конкурсов, среди которых: Конкурс молодых трубачей им. Т.Докшицера (1994 год, 1996 год), Международный конкурс «Классическое наследие» (1994), «Московский международный конкурс трубачей» (2000 год).